# Burton Albion Football Club 2016-2017
Questa voce raccoglie le informazioni riguardanti il Burton Albion Football Club nelle competizioni ufficiali della stagione 2016-2017.

## Rosa
| N. |                             | Ruolo | Calciatore               |
| -- | --------------------------- | ----- | ------------------------ |
| 1  | Scozia (bandiera)           | P     | Jon McLaughlin           |
| 2  | Irlanda del Nord (bandiera) | D     | Tom Flanagan             |
| 3  | Inghilterra (bandiera)      | D     | John Brayford            |
| 4  | Inghilterra (bandiera)      | C     | John Mousinho (capitano) |
| 5  | Inghilterra (bandiera)      | D     | Kyle McFadzean           |
| 6  | Inghilterra (bandiera)      | D     | Ben Turner               |
| 7  | Giamaica (bandiera)         | C     | Lee Williamson           |
| 8  | Inghilterra (bandiera)      | A     | Chris O'Grady            |
| 9  | Inghilterra (bandiera)      | A     | Marvin Sordell           |
| 10 | Inghilterra (bandiera)      | A     | Lucas Akins              |
| 11 | Inghilterra (bandiera)      | C     | Lloyd Dyer               |
| 12 | Inghilterra (bandiera)      | A     | Cauley Woodrow           |
| 13 | Inghilterra (bandiera)      | P     | Stephen Bywater          |

| N. |                        | Ruolo | Calciatore        |
| -- | ---------------------- | ----- | ----------------- |
| 14 | Irlanda (bandiera)     | D     | Damien McCrory    |
| 15 | Inghilterra (bandiera) | C     | Tom Naylor        |
| 16 | Inghilterra (bandiera) | C     | Matt Palmer       |
| 18 | Inghilterra (bandiera) | C     | William Miller    |
| 19 | Inghilterra (bandiera) | A     | Luke Varney       |
| 22 | Inghilterra (bandiera) | C     | Marcus Harness    |
| 24 | Danimarca (bandiera)   | C     | Lasse Christensen |
| 25 | Inghilterra (bandiera) | D     | Shaun Barker      |
| 27 | Inghilterra (bandiera) | P     | Harry Campbell    |
| 28 | Inghilterra (bandiera) | A     | Michael Kightly   |
| 30 | Inghilterra (bandiera) | C     | Luke Murphy       |
| 36 | Australia (bandiera)   | C     | Jackson Irvine    |